# Rally Islas Canarias de 2020
El Rally Islas Canarias de 2020 fue la edición 44.ª, la quinta ronda de la temporada 2020 del Campeonato de Europa de Rally, del Campeonato de España de Rally y la sexta del Súper Campeonato de España de Rally. Se celebró del 26 al 28 de noviembre y contó con un itinerario de diecisiete tramos que sumaban un total de 200,87 km cronometrados. Fue puntuable también para los campeonatos ERC 2, ERC 3, ERC Ladies, ERC 3 Júnior, ERC 1 Júnior y la Abarth Rally Cup.
La prueba estaba prevista para el 9 y 10 de mayo pero la pandemia de coronavirus provocó cambios en el calendario y cancelaciones, viéndose obligada la organización a cambiar de fecha; primero para el 3 y 5 de noviembre y finalmente para los días 26 y 28 del mismo mes. La pandemia también afectó al normal funcionamiento de la prueba. El epicentro del rally se trasladó del Parque Santa Catalina, donde se venía realizando en años anteriores, a los alrededores del Estadio de Gran Canaria donde se realizaron las verificaciones, la ceremonia de salida y donde se montó el parque de trabajo. Además se realizará sin la presencia de público e incluso la organización anunció que podría suspender toda actividad programada en caso de no darse las «condiciones sanitarias y de seguridad indicadas».
Un total de noventa y siete pilotos se inscribieron en la prueba destacando al ruso Alexey Lukyanuk, líder del campeonato europeo; al sueco Oliver Solberg segundo clasificado y el neerlándes Grégoire Munster, únicos pilotos que optan al título continental tras la cancelación de la última prueba el Rally de Spa, por lo que el certamen se decidirá en Canarias. En el apartado europeo también destacan Craig Breen y Andreas Mikkelsen y en el campeonato nacional Efrén Llarena, Pepe López, Iván Ares y José Antonio Suárez entre otros.

## Itinerario
| Día   | Tramo | Nombre                            | Distancia | Hora  | Ganador             | Tiempo | Líder           |
| ----- | ----- | --------------------------------- | --------- | ----- | ------------------- | ------ | --------------- |
| Día 1 | TC1   | Valsequillo 1                     | 11,91 km  | 10:08 | Nil Solans          | 8:27.4 | Nil Solans      |
| Día 1 | TC2   | San Mateo - Disa 1                | 12.01 km  | 10:30 | Nil Solans          | 8:30.1 | Nil Solans      |
| Día 1 | TC3   | Artenara 1                        | 12.21 km  | 11:02 | Iván Ares           | 7:13.2 | Nil Solans      |
| Día 1 | TC4   | Tejeda 1                          | 12.95 km  | 11:24 | Nil Solans          | 9:17.1 | Nil Solans      |
| Día 1 | TC5   | Valsequillo 2                     | 11,91 km  | 14:47 | José Antonio Suárez | 7:51.5 | Nil Solans      |
| Día 1 | TC6   | San Mateo - Disa 2                | 12.01 km  | 15:09 | Alexey Lukyanuk     | 7:58.9 | Nil Solans      |
| Día 1 | TC7   | Artenara 2                        | 12.21 km  | 15.41 | Adrien Formaux      | 6:55.9 | Nil Solans      |
| Día 1 | TC8   | Tejeda 2                          | 12.95 km  | 16:03 | Adrien Formaux      | 8:50.2 | Iván Ares       |
| Día 1 | TC9   | Las Palmas de Gran Canaria - DISA | 1.53 km   | 18:13 | Andreas Mikkelsen   | 1:14.1 | Iván Ares       |
| Día 2 | TC10  | Valleseco - Disa 1                | 14.17 km  | 10:04 | Yoann Bonato        | 9:27.0 | Adrien Fourmaux |
| Día 2 | TC11  | Gáldar 1                          | 12.40 km  | 10:37 | Nil Solans          | 8:21.9 | Nil Solans      |
| Día 2 | TC12  | Moya 1                            | 12.70 km  | 11:28 | Yoann Bonato        | 8:02.6 | Adrien Fourmaux |
| Día 2 | TC13  | Arucas 1                          | 11.85 km  | 11:58 | Alexey Lukyanuk     | 7:04.7 | Adrien Fourmaux |
| Día 2 | TC14  | Valleseco - Disa 2                | 14.17 km  | 14:13 | Iván Ares           | 9:23.1 | Adrien Fourmaux |
| Día 2 | TC15  | Gáldar 2                          | 12.40 km  | 14:46 | Andreas Mikkelsen   | 7:32.5 | Adrien Fourmaux |
| Día 2 | TC16  | Moya 2                            | 12.70 km  | 15:37 | Andreas Mikkelsen   | 7:50.9 | Adrien Fourmaux |
| Día 2 | TC17  | Arucas 2 (TC+)                    | 11.85 km  | 16:07 | Pepe López          | 6:34.  | Adrien Fourmaux |

## Clasificación final
| Pos.          | Piloto              | Copiloto             | Automóvil               | Tiempo        | Diferencia    |
| General / ERC | General / ERC       | General / ERC        | General / ERC           | General / ERC | General / ERC |
| ------------- | ------------------- | -------------------- | ----------------------- | ------------- | ------------- |
| 1.            | Adrien Fourmaux     | Renaud Jamoul        | Ford Fiesta Rally2      | 2:12:21.2     | 0.0           |
| 2.            | Yoan Bonato         | Benjamin Boulloud    | Citroën C3 R5           | 2:12:46.2     | +25.0         |
| 3.            | Iván Ares           | David Vázquez        | Hyundai i20 R5          | 2:13:16.9     | +55.7         |
| 4.            | Oliver Solberg      | Aaron Johnston       | Volkswagen Polo GTI R5  | 2:13:38.7     | +1:17.5       |
| 5.            | José Antonio Suárez | Alberto Iglesias Pin | Škoda Fabia Rally2 evo  | 2:14:00.3     | +1:39.1       |
| 6.            | Andreas Mikkelsen   | Anders Jæger         | Škoda Fabia Rally2 evo  | 2:14:10.1     | +1:48.9       |
| 7.            | Alexey Lukyanuk     | Alexey Arnautov      | Citroën C3 R5           | 2:14:31.8     | +2:10.6       |
| 8.            | Callum Devine       | James Fulton         | Hyundai i20 R5          | 2:14:47.0     | +2:25.8       |
| 9.            | Mikołaj Marczyk     | Szymon Gospodarczyk  | Škoda Fabia Rally2 evo  | 2:14:53.3     | +2:33.1       |
| 10.           | Luis Monzón         | José Carlos Déniz    | Citroën C3 R5           | 2:14:53.6     | +2:32.4       |
| ERC 2         |                     |                      |                         |               |               |
| 1.            | Tibor Érdi jun.     | Zoltán Csökő         | Mitsubishi Lancer Evo X | 2:26:00.8     | 0.0           |
| 2.            | Dariusz Poloński    | Łukasz Sitek         | Abarth 124 Rally RGT    | 2:26:10.0     | +9.2          |
| 3.            | Andrea Mabellini    | Nicolò Gonella       | Abarth 124 Rally RGT    | 2:30:01.6     | +4:00.8       |
| ERC 3         |                     |                      |                         |               |               |
| 1.            | Josep Bassas Mas    | Axel Coronado        | Peugeot 208 Rally4      | 2:22:22.6     | 0.0           |
| 2.            | Ken Torn            | Kauri Pannas         | Ford Fiesta Rally4      | 2:24:40.7     | +2:18.1       |
| 3.            | Jorge Cagiao        | Amelia Blanco        | Renault Clio RSR Rally5 | 2:27:12.1     | +4:49.5       |
| CERA          |                     |                      |                         |               |               |
| 1.            | Iván Ares           | David Vázquez        | Hyundai i20 R5          | 2:13:16.9     | 0.0           |
| 2.            | José Antonio Suárez | Alberto Iglesias Pin | Škoda Fabia Rally2 evo  | 2:14:00.3     | +43.4         |
| 3.            | Luis Monzón         | José Carlos Déniz    | Citroën C3 R5           | 2:14:53.6     | +1:36.7       |
| 4.            | Surhayen Pernía     | Eduardo González     | Hyundai i20 R5          | 2:14:55.3     | +1:38.4       |
| 5.            | Enrique Cruz        | Yeray Mújica         | Ford Fiesta Rally2      | 2:16:00.1     | +2:43.2       |
| 6.            | Miguel Ángel Suárez | Daniel Sosa          | Škoda Fabia R5          | 2:16:15.9     | +2:59.0       |
| 7.            | Yeray Lemes         | Rogelio Peñate       | Hyundai i20 R5          | 2:16:17.4     | +3:00.5       |
| 8.            | Antonio Ponce       | Daniel Rosario       | Hyundai i20 R5          | 2:17:49.3     | +4:32.4       |
| 9.            | Efrén Llarena       | Sara Fernández       | Citroën C3 R5           | 2:18:33.9     | +5:17.0       |
| 10.           | Joan Vinyes         | Jordi Mercader       | Suzuki Swift R4LLY S    | 2:19:24.9     | +6:08.0       |
| S-CER         |                     |                      |                         |               |               |
| 1.            | José Antonio Suárez | Alberto Iglesias Pin | Škoda Fabia Rally2 evo  | 2:14:00.3     | 0.0           |
| 2.            | Surhayen Pernía     | Eduardo González     | Hyundai i20 R5          | 2:14:55.3     | +55.0         |
| 3.            | Yeray Lemes         | Rogelio Peñate       | Hyundai i20 R5          | 2:16:17.4     | +2:17.1       |
| 4.            | Joan Vinyes         | Jordi Mercader       | Suzuki Swift R4LLY S    | 2:19:24.9     | +5:24.6       |
| 5.            | Javier Pardo        | Adrián Pérez         | Suzuki Swift R4LLY S    | 2:19:45.3     | +5:45.0       |
| 6.            | Daniel Alonso       | Rodrigo Sanjuan      | Ford Fiesta Rally2      | 2:21:06.0     | +7:05.7       |
| 7.            | Josep Bassas Mas    | Axel Coronado        | Peugeot 208 Rally4      | 2:22:22.6     | +8:22.3       |
| 8.            | Alejandro Martín    | Judith Cabello       | Peugeot 208 Rally4      | 2:23:05.2     | +9:04.9       |
| 9.            | Jorge Cagiao        | Amelia Blanco        | Renault Clio RSR Rally5 | 2:27:12.1     | +13:11.8      |
| 10.           | Sergio Fuentes      | Alain Peña           | Peugeot 208 Rally4      | 2:28:18.0     | +14:17.7      |